# Stará radnice v Crystal River
Stará radnice je historická budova v Crystal River, na Floridě, ve Spojených státech. Nachází se na 532 North Citrus Avenue. Byla postavena roku 1939 z vápence a vnitřní stropy jsou vyrobeny z magnolie. Město ji užívalo až do roku 1970.
V budově se nyní nachází Coastal Heritage Museum, které provozuje Historická společnost Citrus County. Exponáty se zaměřují na ranou historii západní strany Citrus County na Floridě a zahrnují diorámu z roku 1929 centra Citrus Avenue, fasádu rybárny a původní vězeňskou celu. Vstupné je zdarma.
Budova byla zapsána do National Register of Historic Places v roce 1998.